# Zanele kaMagwaza-Msibi
Zanele kaMagwaza-Msibi, née le 1er février 1962 à Makhosini et décédée le 6 septembre 2021 à Durban, est une femme politique sud-africaine, vice-ministre de la science et de la technologie d'Afrique du Sud au sein du cabinet de Jacob Zuma. Elle est également présidente du Parti national pour la liberté (NFP). Avant d'être élue au Parlement, elle est conseillère pendant dix-neuf ans, et occupe le poste de maire du district de Zululand (en) pendant quinze ans. Elle est auparavant présidente du Parti Inkatha de la liberté (IFP), et candidate du parti au poste de Premier ministre du KwaZulu-Natal (en) aux élections générales de 2009.
Le 7 mai 2014, son nouveau parti participe avec succès aux élections générales sud-africaines de 2014 en obtenant 288 742 (soit 1,57%) des voix nationales. Ce résultat place le NFP à la cinquième place, remportant 6 sièges à l'Assemblée nationale.

## Biographie

### Jeunesse et éducation
Né dans la région rurale de Makhosini, Zanele kaMagwaza-Msibi est une ancienne directrice d'école, titulaire d'un Bachelor of Arts de l'Université de Zululand (en), et de diplômes de l'Université de Natal et de l'Université de Durban-Westville (en).

### Carrière
Zanele kaMagwaza-Msibi rejoint le Parti Inkatha de la liberté (IFP) lors de son adolescence en 1975. Elle devient présidente de section en 1976. Elle rejoint le comité exécutif de la Brigade des jeunes et des femmes 13 ans plus tard en 1988. De 1998 à 2003 elle occupe le poste de vice-présidente de la Brigade des jeunes et plus tard, elle devient secrétaire nationale de la Brigade des femmes.
Auparavant, elle occupe plusieurs postes administratifs supérieurs dans les conseils locaux et municipaux et joue un rôle de premier plan dans de nombreux projets communautaires. En 1995, elle est la seule femme du conseil exécutif du Conseil local de transition de Nongoma. L'année suivante, elle devient présidente de la sous-région d'Emakhosini, qui comprend Ulundi et Babanango.
Elle est nommée maire du district de Zululand (en) en 2000 après les premières élections locales.
En 2005, elle convoite sans succès le poste de vice-présidente nationale de l'IFP, perdant face à Stanley Dladla. Cependant, lorsque le président national, Ziba Jiyane, quitte le parti pour former la Convention nationale démocratique (en), Zanele kaMagwaza-Msibi se présente comme candidate et est élue sans opposition lors de la conférence nationale de 2006. En tant que numéro deux de l'IFP, elle est présentée comme un successeur potentiel du chef du parti Mangosuthu Buthelezi lorsque celui-ci décide de se retirer.

#### Changement de parti et création du NFP
Après les mauvais résultats de l'IFP aux élections générales de 2009, les membres du parti commencent à débattre d'un changement de direction pour les prochaines élections locales de 2011. Alors que le chef du parti Mangosuthu Buthelezi a précédemment déclaré en 2005 qu'il ne se représenterait pas, la bataille pour la succession se déroule entre ceux qui soutiennent Zanele kaMagwaza-Msibi (comprenant la Brigade de la jeunesse et le SADESMO), les dirigeants de la vieille garde soutenant le secrétaire général Musa Zondi et ceux du Conseil national préconisant que Buthelezi reste chef pour préserver l'unité. Les relations entre Zanele kaMagwaza-Msibi et la direction de l'IFP se détériorent après que ses partisans aient commencé à faire ouvertement campagne pour elle, certains ayant été expulsés du parti pour avoir "semé la division" au sein du parti,. Zanele kaMagwaza-Msibi quitte finalement le Parti Inkatha de la liberté et annonce la création du Parti national pour la liberté (NFP) le 25 janvier 2011 à Durban, affirmant qu'elle a accepté son expulsion de l'IFP après "plus de deux ans de marginalisation et d'ostracisme". Le chef de l'IFP Mangosuthu Buthelezi, en réponse, décrit les actions de Zanele kaMagwaza-Msibi comme établissant un parti basé sur "le mécontentement et l'ambition" plutôt que sur des idéologies ou des valeurs, et qu'il "a du mal à comprendre comment elle pouvait infliger de tels dommages à un parti qu'elle professait aimer".
La première élection disputée par le Parti de la liberté nationale est l'élection du gouvernement local de 2011, quelques mois après la fondation du parti. Le NFP remporte du succès dans le KwaZulu-Natal et Zanele kaMagwaza-Msibi est devient maire de la district de Zululand (en) à la suite d'un accord de coalition entre le NFP et l'ANC pour co-gouverner 19 municipalités suspendues de la province.
À la suite du succès du Parti de la liberté nationale aux élections générales de 2014, Zanele kaMagwaza-Msibi décide de démissionner de son poste de maire afin de diriger le NFP au Parlement. Le 25 mai 2014, le président Jacob Zuma informé Zanele kaMagwaza-Msibi de son intention de la nommer vice-ministre de la science et de la technologie. Après avoir consulté la direction du parti, elle accepte mais déclare son intention de rester autonome et de maintenir ses propres opinions. La nomination est tournée en dérision par les membres de la DA et de l'IFP, ces derniers accusant la nouvelle vice-ministre d'avoir "vendu ses partisans". Elle prête serment le soir du 6 juin 2014.
Le NFP se voit interdire de participer aux élections municipales de 2016, car le parti n'a pas payé ses frais d'inscription à temps. Le soutien au parti diminue considérablement lors des élections de mai 2019. Zanele kaMagwaza-Msibi n'est pas reconduite au cabinet national et démissionne du Parlement en juin 2019, invoquant son intention de reconstruire le parti.

### Vie personnelle et décès
Elle est la mère de l'actrice Gugu Gumede (en).
Elle est mariée à Zanele kaMagwaza-Msibi qui fut le premier rédacteur en chef noir des informations télévisées de la SABC. Elle décède d'un arrêt cardiaque lié au COVID-19 dans un hôpital de Durban, en Afrique du Sud, le 6 septembre 2021, à l'âge de 59 ans,.